# Musée d'Art et d'Histoire Roger-Rodière
Le musée d'art et d'histoire Roger-Rodière est un musée situé à Montreuil dans le département du Pas-de-Calais. Il est essentiellement consacré à l’art sacré et à la représentation de Montreuil dans la peinture.
Le musée fait partie du réseau des musées du pays du Montreuillois appelé patrimoine et musées en pays du montreuillois (2P2M) et qui regroupe les musées des villes du Touquet-Paris-Plage, Étaples, Montreuil et Berck.

## Localisation
Le musée est sis au 12, rue Carnot dans le site de la citadelle de Montreuil.

## Historique
L'ancien musée de la Société des amis du Vieux-Montreuil est fondé en 1935 par Roger Rodière. Après le pillage des collections pendant la deuxième Guerre mondiale, il subsiste encore un peu d'archéologie gallo-romaine et mérovingienne, d'importants fragments et quelques statues de bois provenant des églises disparues. Depuis, le fonds du musée s'est enrichi de donations et de dépôts, dont le trésor d'art sacré de l'hôtel-Dieu de Montreuil. Le musée a rouvert officiellement le 16 mai 2009 dans le cadre prestigieux de l'hôtel Saint-Walloy. Une politique d’enrichissement des collections est mise en place. Elle prend en compte l'archéologie et de la peinture anglo-saxonne du début du XXe siècle.

## Collections
- 250 pièces d'art sacré rassemblées depuis le Xe siècle notamment de l'Hôtel-Dieu Saint-Nicolas et surtout l'abbatiale Saint-Saulve ;
- Œuvres d'artistes français (Alexandre Nozal, Louis Montaigu, Benoît Rafray) mais aussi anglo-saxons (Harry Collison, Harry van der Weyden, C. A. Hawdon, Fred Mayor).
- Archéologie antique, médiévale (fouilles de l'abbatiale Saint-Saulve) et moderne.

## Expositions temporaires
- Benoît Rafray - Corps et âme, avril mai 2010[1].